# Rohanee Cox
Rohanee Cox (nacida el 23 de agosto de 1980 en Broome) es una exjugadora de baloncesto australiana. Fue medalla de plata con Australia en los Juegos Olímpicos de Pekín 2008.